# Asian Carom Billiard Confederation
Die Asian Carom Billiard Confederation (ACBC) ist der asiatische Dachverband des Karambolagebillardsports und dem Weltverband UMB angegliedert.
Sie ist für die Ausrichtung der in Asien ausgetragenen Internationalen Turniere, wie den Asienmeisterschaften oder den LG U+ Cup 3-Cushion Masters, verantwortlich. Die ACBC hat zurzeit elf Mitglieder die für die Ausrichtung auf der jeweiligen nationalen Ebene (Landesmeisterschaften etc.) verantwortlich sind.

## Mitglieder
- CTBA – Chinese Taipei Billiard Association
- BSFI – Billiards & Snooker Federation of India
- AIBA – All Indonesian Billiards Association
- NBA – Nippon Billiard Association
- JBF – Jordan Billiard Federation
- KBF – Korea Billiards Federation
- LBF – Lebanese Billiard Federation
- PB & SCP – Philippines Billiards & SCP
- SAB & BSF – Syrian Arab. Billiards & Bowling Sport Federation
- BSAT – Billiard Sports Association of Thailand
- VBSF – Vietnam Billiards & Snooker Federation